# Clayton Daniels
Clayton Michael Daniels, precedentemente noto come Jagers Clayton (Città del Capo, 10 luglio 1984), è un calciatore sudafricano, difensore svincolato.

## Carriera

### Club
Cresciuto nelle giovanili dell'Ajax Cape Town, nel 2006 passa alla prima squadra.

### Nazionale
Ha esordito con la nazionale sudafricana il 14 maggio 2015 in un amichevole terminata 0-0 contro il Lesotho.
Nel 2017 ha preso parte alla qualificazioni mondiali, giocando interamente le sfide di andata contro Burkina Faso e Senegal e la prima sfida di ritorno sempre contro la nazionale senegalese.

## Palmarès

### Club

#### Competizioni nazionali
- Coppa di Lega sudafricana: 1

SuperSport United: 2013-2014
- Coppa del Sudafrica: 2

SuperSport United: 2015-2016, 2016-2017
- MTN 8: 2

SuperSport United: 2017, 2019